# Щербатов, Фёдор Александрович
Фёдор Алекса́ндрович Щерба́тов  (18 февраля 1802 — 27 декабря 1827) — поручик Кавалергардского полка, декабрист.

## Биография
Сын генерал-майора князя Александра Фёдоровича Щербатова (1773—1817) от брака с княжной Варварой Петровной Оболенской (1774—1843). Воспитывался в Московском училище колонновожатых.
Родился в Петербурге, крещён 23 февраля 1802 года в Симеоновской церкви при восприемстве князя Г. С. Волконского и сестры княжны Софьи.
В 1819 году начал службу в свите по квартирмейстерской части. 12 февраля 1820 года в звании эстандарт-юнкера был направлен в Кавалергардский полк. В апреле того же года стал корнетом, а уже в мае — адъютантом у Ф. П. Уварова. В 1823 году произведён в поручики.
После смерти Уварова в 1824 году был переведён во фронт, но вскоре уехал за границу для прохождения лечения. Весной 1826 года находился в Париже. Во время следствия по делу декабристов его имя как участника Северного тайного общества было названо в нескольких показаниях, но по итогам расследования признан непричастным к делу, так как не состоял в тайных обществах, хотя и знал об их существовании. К следствию по делу декабристов не привлекался. 24 ноября 1827 года уволен со службы в чине штабс-ротмистра.
Похоронен в Донском монастыре в Москве (рядом с родителями; его надгробие сохранилось хорошо, а на надгробиях родителей полностью утрачены надписи).